# Edmundsella albomaculata
Edmundsella albomaculata is een slakkensoort uit de familie van de Flabellinidae. De wetenschappelijke naam van de soort is voor het eerst geldig gepubliceerd in 2014 door Pola, Carmona, Calado en Cervera als Flabellina albomaculata.